# Georgij Vlagyimirovics Szicsinava
Georgij Vlagyimirovics Szicsinava (grúzul: გიორგი სიჭინავა, oroszul: Георгий Владимирович Сичинава; Gagra, 1944. február 18. –) grúz labdarúgó.
A szovjet válogatott tagjaként részt vett az 1966-os világbajnokságon.

## Sikerei, díjai
Dinamo Tbiliszi
- Szovjet bajnok (1): 1964